# Käbi Laretei
Käbi Ànima Laretei (Tartu, 14 de juliol de 1922 — Estocolm, 31 d'octubre de 2014) va ser una pianista clàssica i escriptora estoniana.

## Biografia
Filla del diplomàtic Heinrich Laretei (1892–1973) i de la seva esposa Alma Laretei, va néixer a Estònia i aviat va demostrar el seu talent musical. Quan la Unió Soviètica va ocupar i annexionar Estònia el 1940, el seu pare es va negar a reconèixer l'ocupació i tota la família va exiliar-se a Suècia, on ell es trobava aleshores com a ambaixador de la república d'Estònia. Käbi Laretei, que havia començar a estudiar música al Conservatori de Tallin, volia continuar els seus estudis a la Reial Acadèmia de Música de Suècia, però no hi va ser admesa perquè no tenia la nacionalitat sueca. Va estudiar privadament, a Suècia i més tard a Suïssa i Alemanya. Va rebre classes d'Eduard Tubina, Paul Baumgartner, Annie Fischer i Maria-Luisa Strub-Moresco, entre d'altres.
L'any 1946, encara estudiant, va fer el seu primer concert i en la dècada de 1950 la seva carrera professional com a solista va començar a ser molt fructífera. El 1950 va debutar al Regne Unit, amb un recital de Beethoven i Bartok al Wigmore Hall de Londres, un concert que va rebre una crítica elogiosa. Va fer sovint concerts als Estats Units durant la dècada de 1960; en destaca un concert de Nadal per a nenes i nens afroamericans que es va fer a la Casa Blanca l'any 1968. Als Estats Units Units també va fer programes de televisió: tocava el piano mentre feia reflexions sobre temes com ara el sentit de la vida, la música o el destí humà. Quan Estònia va recuperar la independència Laretei va tornar-hi per fer concerts a Tallin i a Tartu, la seva ciutat natal.
El 1950 va casar-se amb el director d'orquestra suec Gunnar Staern, amb qui va tenir una filla, Linda. Va conèixer Ingmar Bergman quan tots dos estaven casats —ell, amb l'escriptora Gun Grut i el 1959 ambdós van separar-se de les seves parelles i es van casar. S'ha dit que Laretei va ser la única dona en la vida de Bergman que era a la seva altura artísticament i intel·lectualment.
Va fer una breu aparició en el film Fanny i Alexander i Bergman es va inspirar en ella per a Sonata de tardor a més de dedicar-li Darrere d'un vidre fosc o Com en un mirall (Såsom i en spegel).
Va ser membre de l'Acadèmia Real de Música Sueca i condecorada pel govern d'Estònia l'any 1998.

## Publicacions en suec
- Vem spelar jag för? Stockholm: Bonnier. 1970. Libris 808598
- En bit jord: Stockholm. Bonnier. 1976. Libris 7144037. ISBN 91-0-038505-0
- Tulpanträdet: En berättelse. Stockholm: Bonnier. 1983. Libris 7146740. ISBN 91-0-045927-5
- Virvlar och spår. Stockholm: Bonnier. 1987. Libris 7147358. ISBN 91-0-047202-6
- En förlorad klang: Berättelse. Stockholm: Bonnier. 1991. Libris 7147619. ISBN 91-0-047528-9
- Såsom i en översättning: Teman med variationer. Stockholm: Bonnier. 2004. Libris 9620352. ISBN 91-0-010410-8
- Vart tog all denna kärlek vägen? Stockholm: Norstedt. 2009. Libris 11205947. ISBN 978-91-1-301962-8
- Tòner och passioner = Ludus tonalis. Stockholm: Norstedt. 2010. Libris 11812597. ISBN 978-91-1-302815-6